# 羊毛固醇
羊毛固醇（lanosterol，lanosterin）又称羊毛甾醇，是从羊毛脂获得的一种类固醇（三萜），分子式C
30H
50O。
羊毛固醇是胆固醇的前体，在动物和真菌甾体生物合成的过程中均利用了此化合物，从鲨烯2,3-环氧物生成羊毛固醇，再合成胆固醇。与之相对地，几乎所有植物甾体均以环阿屯醇为合成起点。

## 生物化学

### 类固醇合成中的角色
酶催化下，角鲨烯闭环形成羊毛甾醇，该过程形成甾体核心结构。 通过CYP51的14号位脱甲基化作用，最终产生胆固醇。

上图显示了羊毛甾醇合成过程的简化版本。中间体分别为（IPP），（DMAPP），（GPP）和角鲨烯。其它一些中间体被省略。

### 生物合成
| 描述                                      | 图示 | 酶           |
| 两分子法尼基焦磷酸被NADPH还原，生成角鲨烯 |      | 鲨烯合酶     |
| 角鲨烯被氧化成2,3-环氧角鲨烯              |      | 鲨烯单加氧酶 |
| 2,3-环氧角鲨烯关环                        |      | 羊毛甾醇合酶 |
| （第二步）                                |      | （第二步）   |

## 医学用途
一项2015年的研究推测羊毛甾醇可能有助于预防哺乳动物白内障的形成。相关研究显示羊毛甾醇能防止甚至逆转狗与兔的白内障。但是，一项验证实验中，将手术切除的患有白内障人眼球晶状体浸入含羊毛甾醇溶液培养，晶状体透明度并未得到逆转。